# Idiommata blackwalli
Idiommata blackwalli är en spindelart som först beskrevs av O. Pickard-Cambridge 1870.  Idiommata blackwalli ingår i släktet Idiommata och familjen Barychelidae.
Artens utbredningsområde är Western Australia. Inga underarter finns listade i Catalogue of Life.